# ترکیب زنجیر-باز

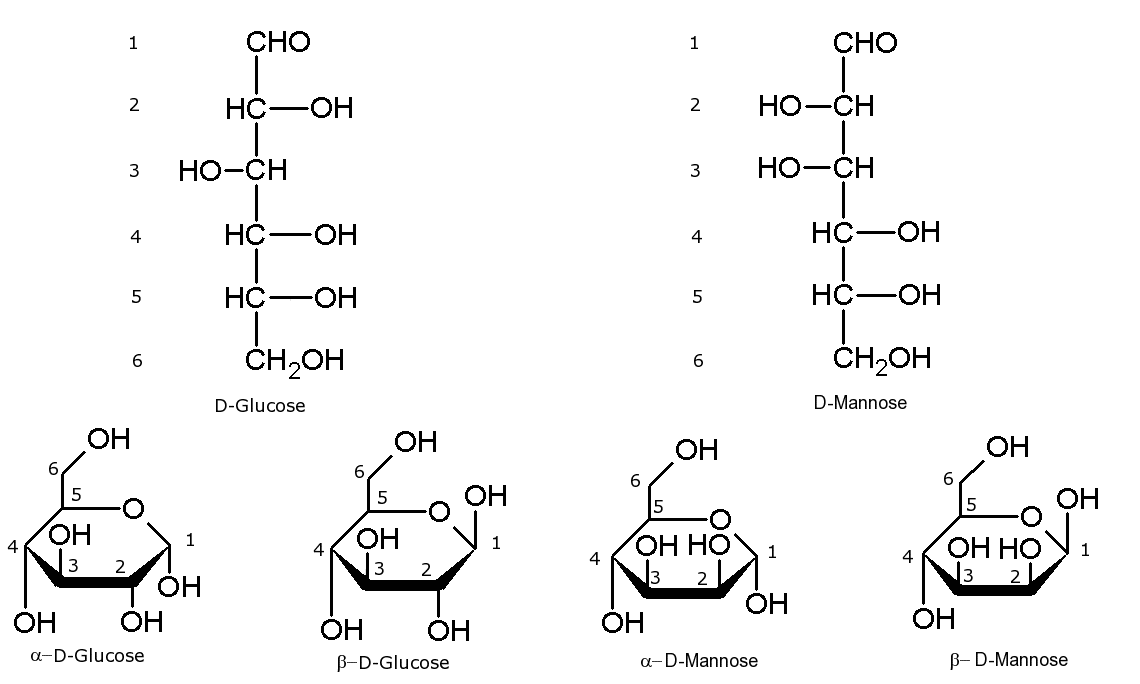
شکل زنجیر باز گلوکز و مانوز به همراه شکل حلقوی آن‌ها در پایین تصویر.

ترکیب زنجیر-باز(به انگلیسی: Open-chain compound) گونه‌ای از ساختار شیمیایی ترکیبات در علم شیمی است که برخلاف ترکیب حلقوی در آن اتم‌ها زنجیروار به هم متصل هستند. اگر شاخه اصلی شامل شاخه جانبی نباشد، ترکیب را راست-زنجیر می‌نامند.